# Simeão II de Jerusalém
Simeão II de Jerusalém, também chamado de Simão, foi o patriarca grego ortodoxo de Jerusalém entre 1084 e 1106 e era o patriarca quando a Primeira Cruzada europeia invadiu Jerusalém em 1099. Simeão já tinha se refugiado na ilha de Chipre antes da chegada dos cruzados à cidade e não estava lá quando ela caiu e foi saqueada em 15 de julho de 1099. Ele morreu em 1106 e seus sucessores viveram no exílio em Constantinopla pelos próximos oitenta anos, período no qual o patriarca latino de Jerusalém, indicado por Roma, tomou o trono patriarcal em Jerusalém.
Segundo as fontes gregas, seu episcopado teria durado de 1084 até 1096 e Eutímio é que seria o patriarca reinante quando Jerusalém foi conquistada.